# Ab (друкарня)

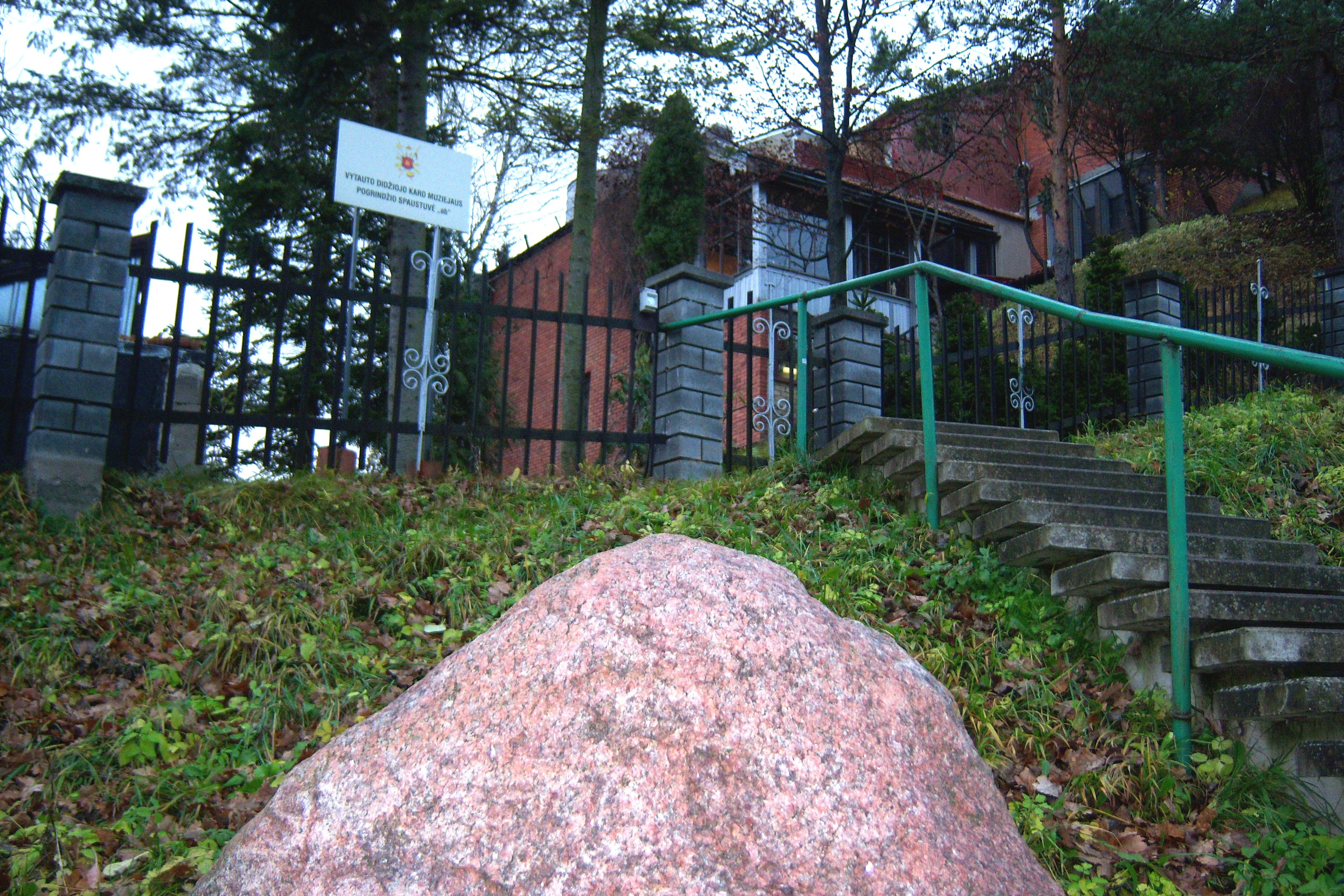
Садиба в Саляї, де розташований музей підпільної друкарні

54°57′34.16″ пн. ш. 23°55′20.32″ сх. д. / 54.9594889° пн. ш. 23.9223111° сх. д.
ab — таємна друкарня литовського опору радянському окупаційному режиму, що у 1981–1990 діяла у селі Салій поблизу Каунаса.

## Історія

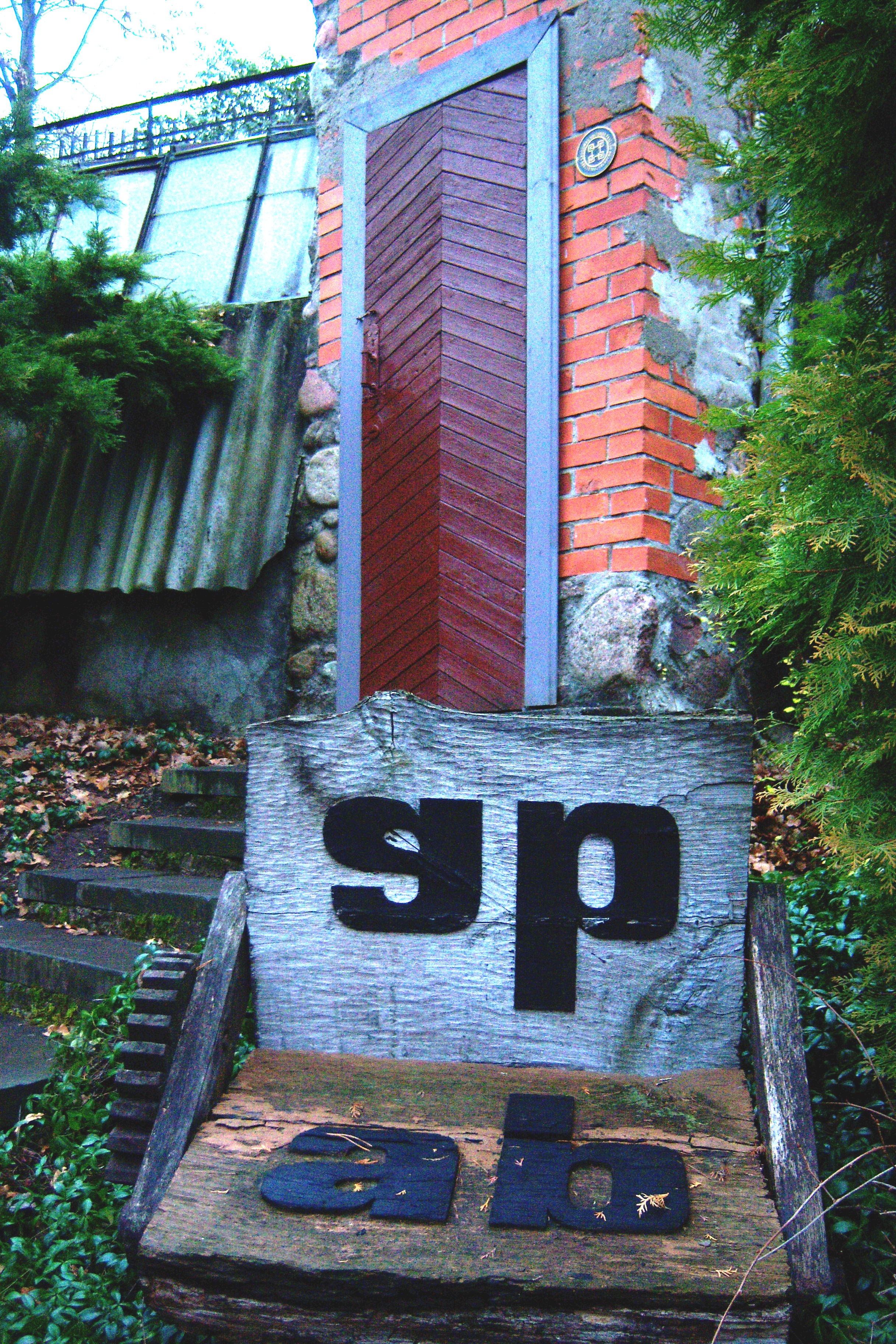
Вхід до музею в оранжереї в садибі

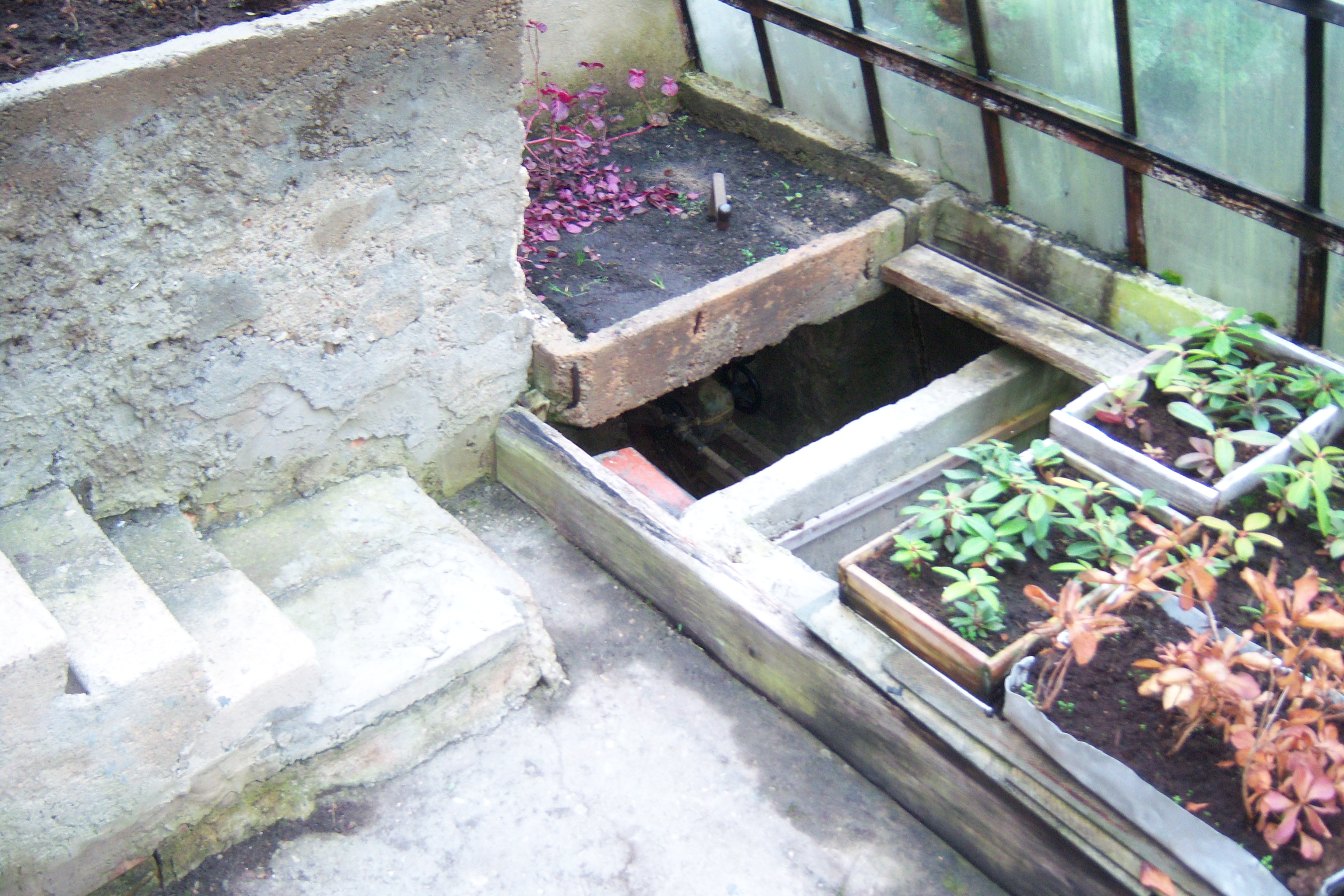
Вхід до таємного підвалу

Друкарню у 1978–1981 зробив Вітаутас Андзюліс у своєму хуторі під житловим будинком, йому допомагав Юозас Бацевічюс. Назва «ab» походить від перших літер прізвищ засновників. В. Андзюліс, який працював у державних друкарнях, зібрав інвентар друкарні зі списаного обладнання та виготовив бракуючі частини. Вхід до приміщення друкарні площею 12 м², пізніше 22 м², був з оранжереї, під басейном. У 1981 році, коли було надруковано перше видання — «Tikibos primmokslis» єпископа Казімєжа Палтарка (5000 примірників), друкарня мала один тигельний ручний друкарський верстат, близько 200 кг кількох видів ручного шрифту, колектор і форму для лиття роликів. У 1989 році придбано ще одну тигельну друкарську машину, різальний верстат, прес та інше обладнання.

## Видавництво
1981—1990 роки друкарня видавала антирадянську релігійну, політичну, історичну та художню літературу. Видали 9 книг, 14 брошур, 16 друкованих видань. «Релігійний початківець» 1981—1989. друковано 11 разів (32 тис. прим.), молитва «Слава Тобі, Господи» — 32 рази (55,5 тис. прим.)
«ab» вперше опублікувала книгу Юозаса Урбшиса «Литва і Радянський Союз, фатальні для Литви 1934—1940» (1987, 1000 прим.; 1988, 4000 прим.), книги поезій Кейстутіса Ґеніса «Вогняний хрест» (1989, 2000 прим.), литовських партизанських пісень «Відлуння боїв» (1990, 2000 прим.), «Жертви та втрати населення Литви 1939—1949» Адольфа Дамуша (друге виправлене видання 1990 р., 2000 примірників; вперше опубліковано в США). У 1991 році «ab» зареєстрована як компанія В. Анджуліса.

## Музей
З 1997 року Друкарня є філією Великого військового музею Вітовта. Музей розташований у колективних садах громади Нерієс біля межі міста Каунас, біля дороги 232 Вілямполе — Жеймяй — Шета . Його адреса: село Салю, Домейківського староства, Каунаського району.
1999 року друкарня зареєстрована в Реєстрі нерухомих об'єктів культурної спадщини Литовської Республіки.